# Onthophagus murrayi
Onthophagus murrayi là một loài bọ cánh cứng trong họ Bọ hung (Scarabaeidae).